# Болотово (Челябинская область)
Болотово — деревня в Чебаркульском районе Челябинской области России. Входит в состав Кундравинского сельского поселения.

## География
Деревня находится в центральной части Челябинской области, в лесостепной зоне, на берегах реки Увелька, на расстоянии примерно 24 километров (по прямой) к юго-юго-западу (SSW) от города Чебаркуль, административного центра района. Абсолютная высота — 342 метра над уровнем моря.
Часовой пояс
Деревня Болотово, как и вся Челябинская область, находится в часовой зоне МСК+2. Смещение применяемого времени относительно UTC составляет +5:00.

## Население
| 2002 | 2010 |
| ---- | ---- |
| 410  | ↘337 |

Гендерный состав
По данным Всероссийской переписи населения 2010 года в гендерной структуре населения мужчины составляли 44,5 %, женщины — соответственно 55,5 %.
Национальный состав
Согласно результатам переписи 2002 года, в национальной структуре населения русские составляли 86 %.

## Улицы
Уличная сеть деревни состоит из семи улиц и одного переулка.